# Rhinocéros blanc du Sud
Ceratotherium simum simum
Sous-espèce
Synonymes
- Ceratotherium simum burchellii
- Ceratotherium simum oswellii

Répartition géographique
- Ceratotherium simum cottoni
- Ceratotherium simum simum

Statut de conservation UICN

 NT  : Quasi menacé
Statut CITES
Le Rhinocéros blanc du Sud (Ceratotherium simum simum) est l'une des deux sous-espèces de Rhinocéros blanc avec le Rhinocéros blanc du Nord (Ceratotherium simum cottoni), c'est le plus grand des deux représentants.
Autrefois, il vivait dans une ceinture allant de l'Angola à la Namibie en passant par le Mozambique, le KwaZulu-Natal, le Zimbabwe et le Botswana. Aujourd'hui, on le rencontre dans de nombreuses réserves d'Afrique du Sud. En 2005, il y en avait environ 11 320 dans la nature, et 740 en captivité (où il se reproduit). En 2021, on estime qu'il y a entre 18 000 et 20 000 rhinocéros blancs du Sud. Le Rhinocéros blanc du Sud mâle pèse 2,3 tonnes, mesure 4 m de long et à une hauteur au garrot de 1,9 m tandis que la femelle pèse 1,8 tonne, mesure 3,7 m de long et a une hauteur au garrot de 1,6 m. 
Le mâle pèse au maximum 3,6 tonnes, mesure au maximum 4,2 m de long et a une hauteur au garrot maximale de 2 m ; la femelle quant à elle pèse au maximum 2,7 tonnes, mesure au maximum 3,65 m de long et a une hauteur au garrot maximale de 1,85 m. Bien que les rhinocéros blancs du Sud soit imposants, ils sont relativement agiles pouvant atteindre des vitesses de 50 km/h. C'est le deuxième mammifère le plus lourd, à égalité avec l'Hippopotame amphibie mais toujours derrière les éléphants.

## Aire de distribution
Le rhinocéros blanc du Sud est principalement présent en Afrique australe. Aujourd'hui, environ 98,5 % de la population vit dans les cinq pays suivants : Afrique du Sud, Namibie, Zimbabwe, Kenya, et Ouganda. Des populations plus petites existent également au Mozambique, au Botswana, en Eswatini, et en Zambie, où des réintroductions ont été menées. La majorité des rhinocéros blancs du Sud se trouvent en Afrique du Sud, grâce à des efforts de conservation importants visant à protéger cette sous-espèce.

Les parcs nationaux et les réserves naturelles dans ces pays ont joué un rôle crucial dans la préservation et l'augmentation de la population de rhinocéros blancs du Sud. Des programmes de réintroduction ont également permis l'établissement de petites populations en dehors de leur aire de répartition naturelle, comme au Kenya et en Ouganda.

## Taxonomie
Le nom trinominal Ceratotherium simum simum a été donné à cette sous-espèce par l'explorateur anglais William John Burchell en 1817. D'autres noms ont été proposés : Rhinocéros de Burchell (Ceratotherium simum burchellii), proposé par Burchell lui-même, et Rhinocéros d'Oswell (Ceratotherium simum oswellii), proposé par l'explorateur William Cotton Oswell (en). Ces noms sont aujourd'hui considérés comme des synonymes du nom scientifique original.
Une population vivant près du lac Ngami et au nord du désert du Kalahari a conduit à définir une autre sous-espèce nommée Rhinoceros kiaboaba ou Rhinocéros à cornes droites (Ceratotherium simum kiaboaba), mais on a pu montrer qu'il s'agissait en fait de rhinocéros blancs du Sud.
Selon une étude de 2010, les différences anatomiques (crâne), morphologiques (dents) et génétiques entre les deux taxons de rhinocéros blancs en font deux espèces distinctes plutôt que deux sous-espèces. Celle du Sud devrait alors s'appeler Ceratotherium simum et celle du Nord Ceratotherium cottoni.

## Évolution
Le rhinocéros blanc du Sud appartient à la famille des Rhinocerotidae, un groupe ancien de mammifères qui a évolué il y a environ 50 millions d'années, pendant l'Éocène. Les premiers rhinocéros étaient beaucoup plus petits et n'avaient pas de cornes. Ils évoluaient principalement dans les forêts tropicales d'Asie avant de se répandre en Europe et en Afrique. Au fil du temps, les rhinocéros ont développé des adaptations pour les prairies ouvertes.

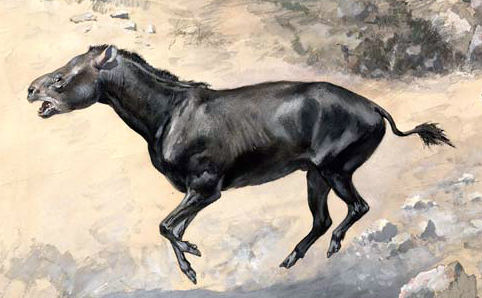
l'un des plus loin ancêtres du rhinocéros blanc du Sud, c'est un hyracodon

Les rhinocéros blancs en tant qu'espèce distincte ont évolué il y a environ 7 millions d'années, au Miocène tardif, période où les prairies et savanes africaines ont commencé à se former. Ces rhinocéros se sont adaptés à un régime de broutage, développant un museau large et plat pour manger des herbes basses, contrairement aux rhinocéros noirs (Diceros bicornis) qui préfèrent les buissons et les arbres.

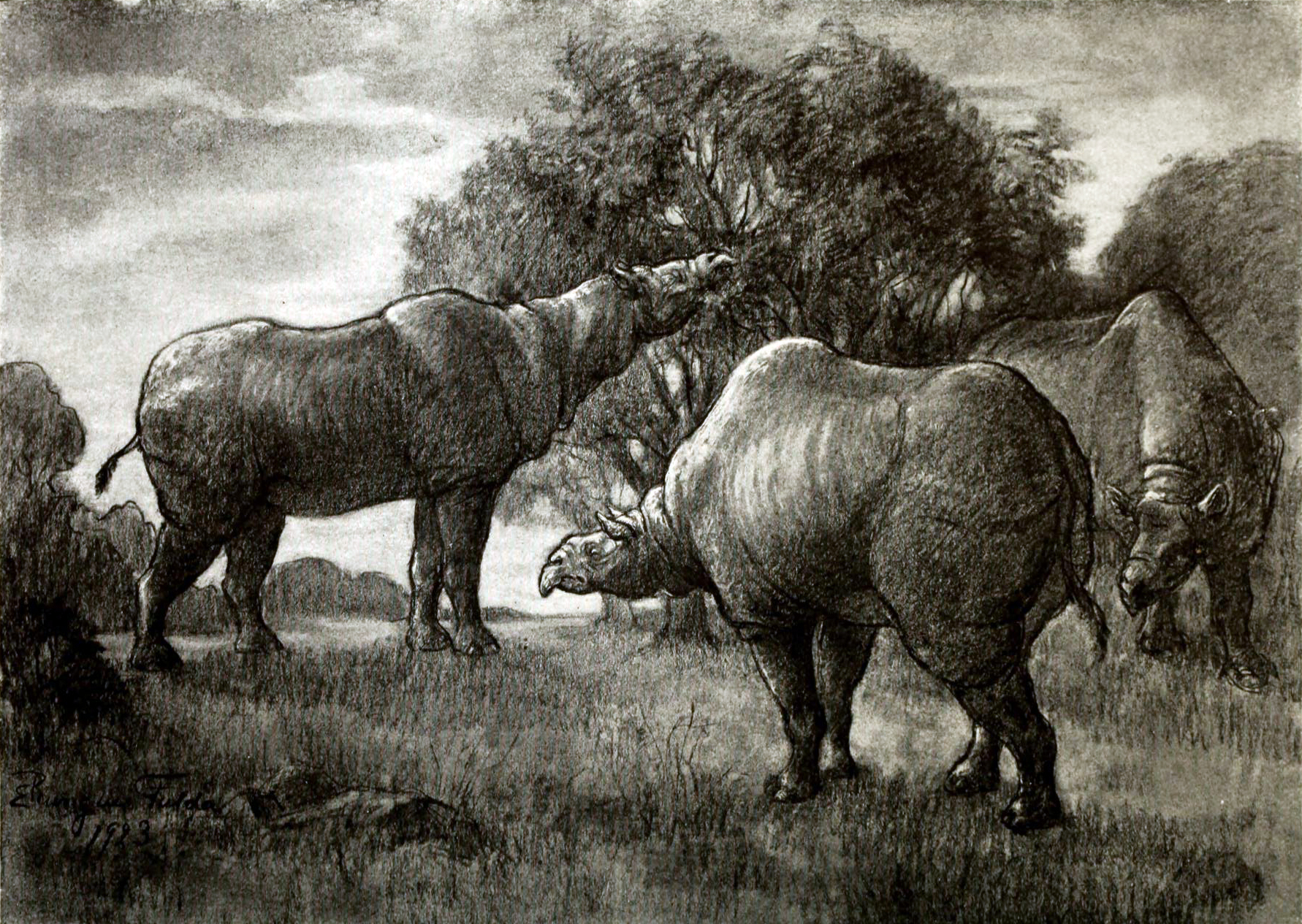
groupe de paraceratherium (ancêtre lointain des rhinocéros blanc du Sud)

Les ancêtres des rhinocéros blancs ont évolué pour vivre dans des environnements plus ouverts, favorisant les prairies africaines. Au cours de cette période, les rhinocéros se sont diversifiés, mais beaucoup d'espèces de rhinocéros ont disparu au cours des changements climatiques des périodes glaciaires. Les rhinocéros blancs ont survécu à ces extinctions en partie grâce à leur adaptation aux savanes herbeuses.

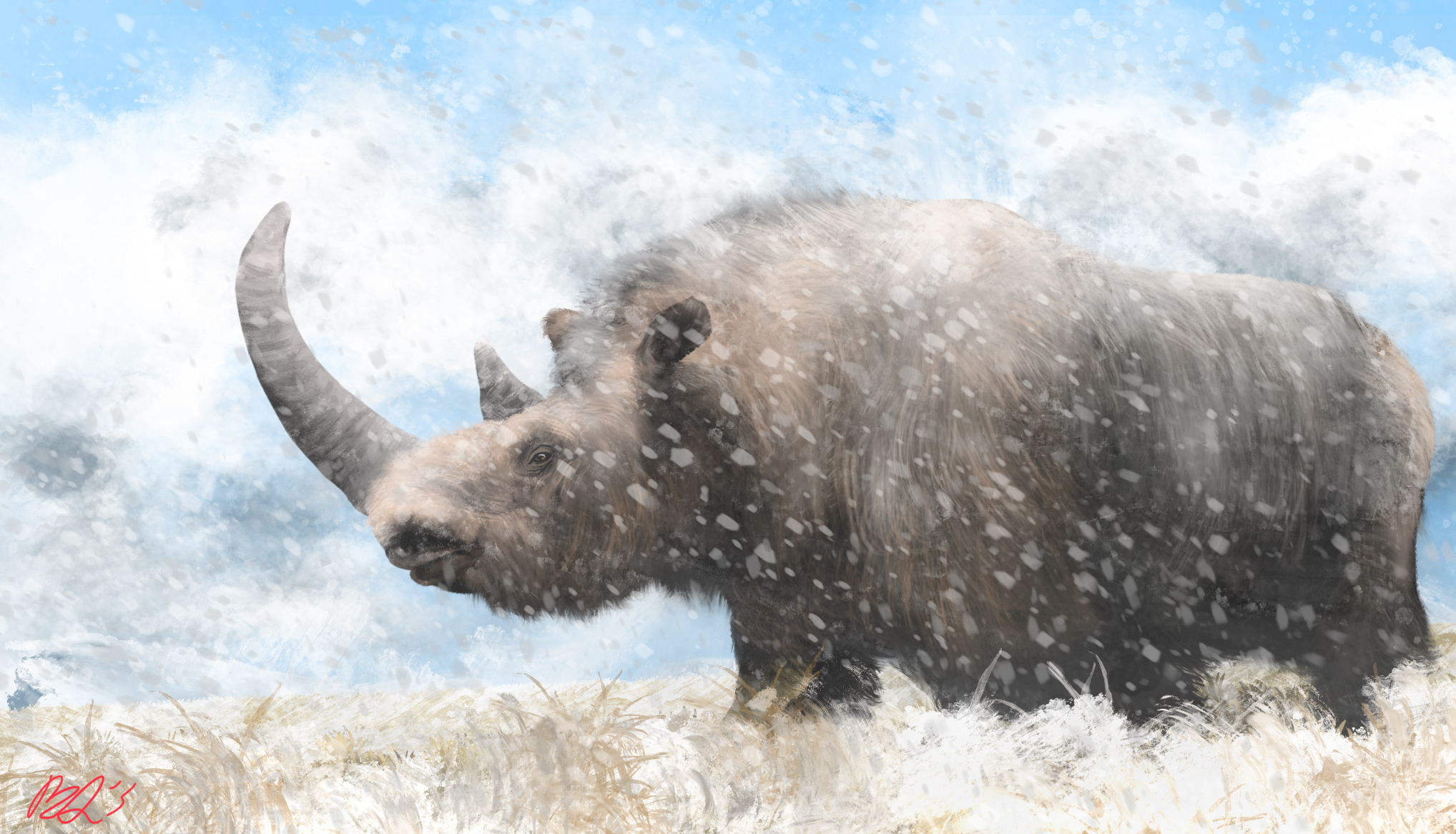
ancêtre du rhinocéros blanc du Sud appelé coelodonta antiquitatis (rhinocéros laineux)

Le rhinocéros blanc s'est divisé en deux sous-espèces distinctes : le rhinocéros blanc du Sud et le rhinocéros blanc du Nord (Ceratotherium simum cottoni), il y a environ 1 million d'années.Le rhinocéros blanc du Sud a évolué principalement en Afrique australe, tandis que le rhinocéros blanc du Nord occupait des habitats boisés d'Afrique centrale.
Au Pléistocène, les changements climatiques continus ont affecté la distribution et l'évolution des rhinocéros blancs. L'adaptation des rhinocéros blancs du Sud aux prairies ouvertes leur a permis de survivre alors que d'autres espèces de rhinocéros ont disparu. Au cours des périodes glaciaires, ils ont continué à s'adapter à la pression écologique.
Depuis la fin du XIXe siècle, les rhinocéros blancs du Sud ont failli disparaître à cause de la chasse et du braconnage, ne laissant que quelques individus en Afrique du Sud. Grâce à des efforts de conservation importants, leur nombre a été rétabli à plusieurs milliers d'individus aujourd'hui.

## Anatomie et biologie
Le rhinocéros blanc du Sud est le plus grand représentant de sa famille. Leur corps massif et leurs membres épais sont adaptés pour supporter leur poids sur de longues distances. Leur peau épaisse, mesurant environ 4 cm d'épaisseur, les protège des blessures et des parasites.

Contrairement à ce que beaucoup croient, leur peau n'est pas totalement invulnérable et nécessite des soins réguliers via des bains de boue, ce qui les aide à se rafraîchir et à se débarrasser des parasites.Leur corne, composée de kératine, peut atteindre jusqu'à 150 cm de long pour les mâles les plus âgés. Cette corne est utilisée à la fois pour la défense contre les prédateurs et pour se battre entre eux, en particulier lors des conflits territoriaux ou pour la reproduction.

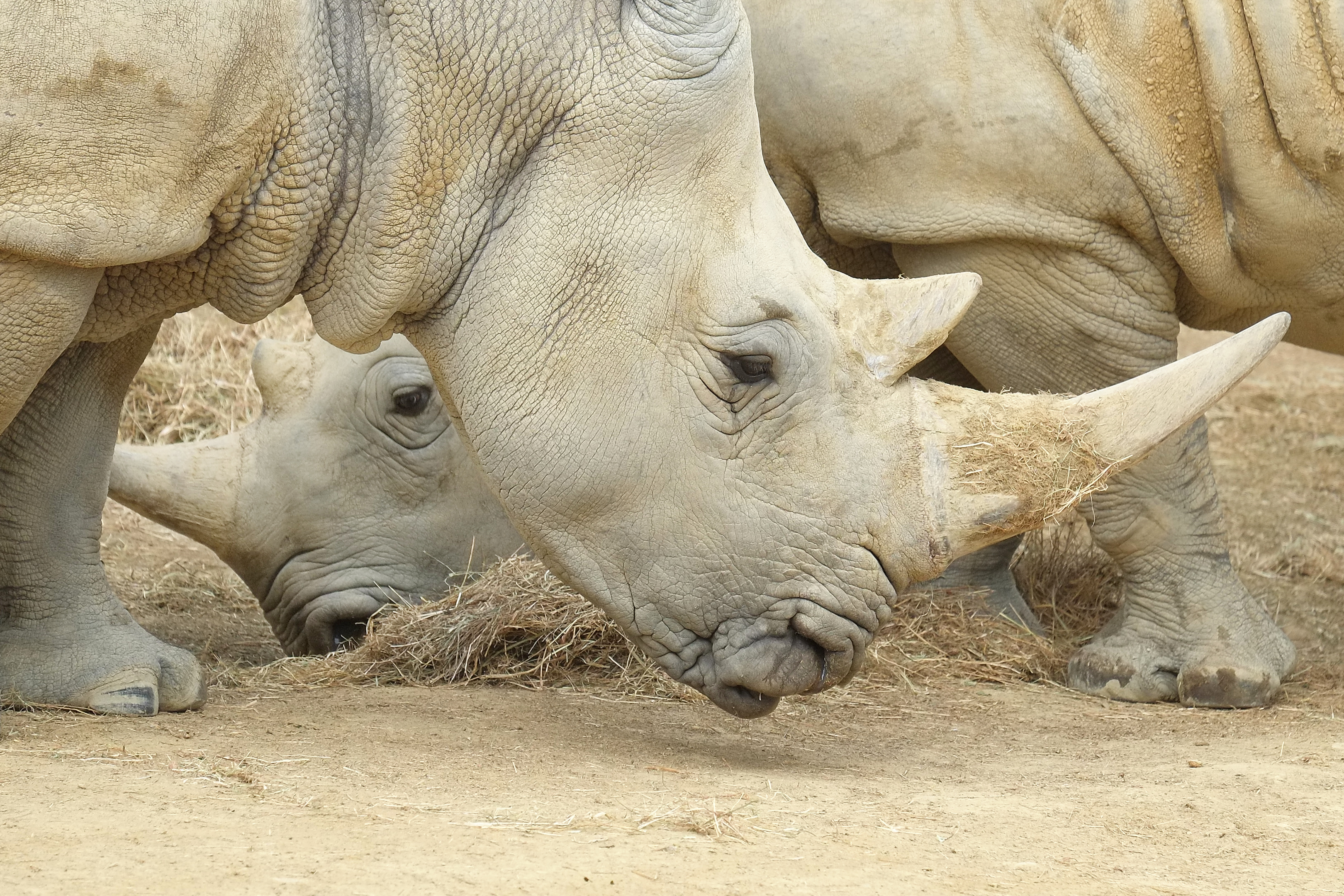

## Prédateurs
Le rhinocéros blanc du Sud n'a généralement pas de prédateur quand il est adulte, mais les jeunes peuvent se faire attaquer par la hyène, le lion d'Afrique et le crocodile du Nil. Il existe des cas extrêmement rare de rhinocéros blanc du Sud adulte ayant été tué par des lions mais ceci restent des exceptions.